# Enis Berberoğlu

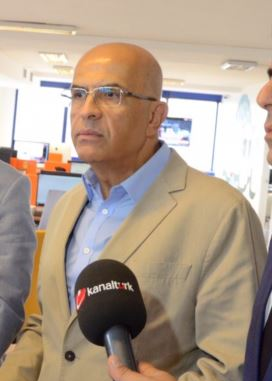
Enis Berberoğlu

Kadri Enis Berberoğlu (geboren am 5. Juni 1956 in Istanbul) ist ein türkischer Journalist und Politiker der Cumhuriyet Halk Partisi. Er war von 2009 bis 2014 Chefredakteur der Zeitung Hürriyet. Er wurde 2017 in Untersuchungshaft genommen. Im Juni 2017 wurde er zu 25 Jahren Haft verurteilt. Kemal Kılıçdaroğlu initiierte dagegen im Sommer 2017 einen Protestmarsch von Ankara nach Istanbul.
Bei der Parlamentswahl am 24. Juni 2018 wurde Berberoğlu als CHP-Abgeordneter wiedergewählt.

## Journalistischer Werdegang
Berberoğlu besuchte das österreichische St. Georgs-Kolleg und studierte Wirtschaftswissenschaften an der Boğaziçi-Universität in Istanbul. Ab dem Jahr 1981 arbeitete Berberoğlu als Journalist bei der Zeitung Dünya und später bei den Zeitungen Hürriyet und Radikal. Als Korrespondent war er in Bonn, Ankara und Istanbul tätig. Beim Zweiten Golfkrieg war Berberoğlu Kriegsberichterstatter in Bagdad.
In führender Funktion war Berberoğlu beim Wirtschaftsressort von CNN Türk und von 2009 bis 2014 als Chefredakteur der Hürriyet tätig. Anschließend schrieb er für die Sözcü.

## Politik
Im Jahr 2014 wurde Berberoğlu in den Vorstand der Cumhuriyet Halk Partisi gewählt und war Abgeordneter der 25. und 26. Legislaturperiode der Türkischen Nationalversammlung. Bei der Parlamentswahl im Juni 2018 wurde er wiedergewählt.

## Haftstrafe
Am 14. Juni 2017 wurde er zu einer Haftstrafe von 25 Jahren wegen Spionage verurteilt, weil er Can Dündar und Erdem Gül von der Zeitung Cumhuriyet Filmmaterial über geheime Lieferungen militärischer Ausrüstung und Munition des türkischen Nachrichtendienstes Millî İstihbarat Teşkilâtı an Rebellen in Syrien zugespielt habe. In Reaktion auf seine Verhaftung organisierte seine Partei den Gerechtigkeitsmarsch, obwohl die CHP durch die Zustimmung zu einer Verfassungsänderung die Aufhebung der Immunität Berberoğlus und damit das Urteil erst ermöglicht hatte.
Am 10. Oktober 2017 hob ein Berufungsgericht das erstinstanzliche Urteil auf.
Im September 2018 bestätigte ein Berufungsgericht eine mehrjährige Haftstrafe gegen Berberoğlu. Zugleich entschied es, Berberoğlu solle aus der Untersuchungshaft entlassen werden, solange er Abgeordneter ist.

## Bücher
Berberoğlu verfasste folgende Bücher, die sich unter anderem mit dem Susurluk-Skandal und der Kurdenpolitik befassen:
- Çöp Adamın Gayri Resmi Tarih Tanıklığı. Istanbul 2016
- Susurluk 20 Yıllık Domino Oyunu. Istanbul 1998
- Kod Adı Yüksekova. 1998
- Öbür Türkler 'Büyük Oyun'un Milliyetçi Süvarileri. Istanbul 1999